# Carlo Caione

a Compétitions nationales et continentales officielles uniquement.

b Matchs officiels uniquement.
Dernière mise à jour le 4 mai 2023.
Carlo Caione (né le 18 février 1973 à L'Aquila, en Italie) est un joueur italien de rugby à XV qui évolue pour l'Équipe d'Italie de rugby à XV de 1995 à 2001 jouant troisième ligne aile.

## Biographie
Carlo Caione a été formé à L'Aquila. Il a évolué sous les couleurs de L'Aquila Rugby, puis de Rugby Rome avant de retourner à L'Aquila Rugby.
Il a gagné deux championnats italiens en 1994 et 2000.
Il a honoré sa première cape internationale le 21 octobre 1995 à Buenos Aires contre la Roumanie (victoire 40-3) dans le cadre de la Coupe latine.
Son dernier match azzurro a lieu le 10 novembre 2001 à Trévise contre les Fidji (victoire 66-10).
Il arrête sa carrière de joueur en 2005 à la suite d'une blessure, et devient par la suite dentiste, tout en intègrant un poste de conseiller fédéral auprès de la Fédération Italienne de Rugby.

## Parcours en club
- L'Aquila Rugby  Italie
- Rugby Rome  Italie 1998-2003
- L'Aquila Rugby  Italie 2003-2005

## Palmarès en club
- Champion d'Italie : 1994 avec L'Aquila Rugby, 2000 avec Rugby Rome

## Équipe nationale
- 28 sélections avec l'équipe d'Italie de 1995 à 2001
- 4 essais
- 20 points
- Sélections par année : 1 en 1995, 1 en 1996, 3 en 1997, 6 en 1998, 8 en 1999, 5 en 2000 et 4 en 2001
- Coupe du monde disputée: 1999 (2 matchs, 2 comme titulaire)